# سناب (شركة)
سناب (بالإنجليزية: Snap Inc.)‏ هي شركة أمريكية للكاميرات ووسائل التواصل الاجتماعي ، تأسست في 16 سبتمبر 2011 على يد إيفان شبيغل وبوبي ميرفي وريجى براون ومقرها سانتا مونيكا ، كاليفورنيا. قامت الشركة بتطوير وصيانة منتجات وخدمات تكنولوجية مثل سناب شات و نظارات سباكتكلز و بيتستريبس. تم تسمية الشركة باسم سناب شات المتحدة. في بدايتها ، ولكن تم تغيير علامتها التجارية سناب المتحدة. في 24 سبتمبر 2016 ، من أجل تضمين منتج سباكتكلز تحت اسم الشركة.

## وصلات خارجية
- الموقع الرسمي